# Gustav Schwantz
Gustav Schwantz (* 30. September 1888 in Repplin, Landkreis Pyritz; † 9. Januar 1964 in Schwerin) war SED-Funktionär und Kommunalpolitiker. Von 1953 bis 1961 war er Oberbürgermeister von Schwerin.

## Leben
Der Sohn eines Landarbeiters wurde nach dem Besuch der Volksschule und einer Präparandenanstalt 1908 zum Volksschullehrer berufen. 1934 wurde er „wegen Verstoßes gegen das Genossenschaftsgesetz“ zu 15 Monaten Gefängnis verurteilt, anschließend war er Pächter einer Landwirtschaft.
Gustav Schwantz trat nach dem Zweiten Weltkrieg der SPD bei und wurde Bürgermeister von Demmin. Im Februar 1946 wurde er Landrat des Kreises Demmin und im selben Jahr Mitglied der SED. 1950/51 war er Landrat des Kreises Pasewalk-Ueckermünde und von 1951 bis 1953 Vorsitzender des Rates des Kreises Schwerin-Land. Von Oktober 1953 bis September 1961 war er – als Nachfolger von Johanna Blecha – Oberbürgermeister von Schwerin und ging dann mit 73 Jahren in den Ruhestand. Schwantz war auch Mitglied der SED-Bezirksleitung Schwerin. Ab 1961 führte er ehrenamtlich den Vorsitz des Bezirksausschusses der Nationalen Front in Schwerin sowie den Vorsitz des Bezirksfriedensrates.

## Auszeichnungen
- Vaterländischer Verdienstorden in Bronze (1955) und in Silber (1958)